# XXIII век до н. э.
XXIII (два́дцать тре́тий) век до на́шей э́ры по пролептическому юлианскому календарю — век с 1 января 2300 года до н. э. по 31 декабря 2201 года до н. э. Это 8-й век 3-го тысячелетия до н. э. Ему предшествовал XXIV век до н. э., за ним следовал XXII век до н. э. Закончился 4225 лет назад.

## Правители
- Фараоны Усеркара, Пепи I, Меренра I, Пепи II.
- Цари Аккада: Саргон Древний (2316—2261), Римуш (2261 — ок. 2250), Маништушу (ок. 2250—2237), Нарам-Суэн (2237—2200).
- Правитель гутиев: Энридавизир (ок. 2200).
- Цари Элама: Лух-Ишшан (современник Саргона), Хелу (современник Маништушу), Хита (современник Нарам-Суэна).

## События
- Засуха 2200 года до н. э. — одно из старейших климатических событий голоцена с точки зрения влияния на культурную революцию.

### Египет
- Ок. 2276—2228+25 — Фараон VI династии Пиопи (Пепи) I. Многочисленные войны с азиатами.
- Ок. 2227—2217+25 — Меренра I, преемник Пиопи I. Эфиопские племена выражают покорность. Плавания в Финикию и Южное Красноморье.
- Ок. 2216—2153+25 — Пиопи II (Неферкарэ), преемник Меренра. Правитель Элефантины Хуфхор. Государственный деятель Уни. Начало подчинения Северной Эфиопии.

### Месопотамия
- Ок. 2300 — разрушение аккадцами Эблы.
- 2280-е годы (2320-е годы) — два народных восстания в Шумере против Саргона.
- 2279 (ок. 2324) — смерть Саргона. Его младший сын Римуш жестоко подавляет второе восстание.
- 2279—2270 (ок. 2324—2305) — царь Аккада Римуш.
- Первая половина XXIII века — составление (на эламском языке) первого из дошедших до нас международного договора.
- Первая половина XXIII века — творчество поэтессы Энхедуаны, дочери Саргона.
- 2270—2255 (2305—2290) — царь Аккада Маништушу, старший сын Саргона. Победа в Эламе.
- 2255—2218 (2290—2254) — царь Аккада Нарамсин, сын Маништусу. Подавление восстания городов во главе с Кишем. Подчинение племён Элама. Победа над племенами гор Загра. Подчинение Мари. Успехи в Сирии. Поход в Египет и победа над правителем Магана Маниумом. Захват и разрушение Аккада гутеями.
- 2220—2200-е годы (2260—2240-е годы) — Патеси Суз и наместник Элама Пузуриншушинак. После смерти Нарамсина объявляет себя царём «четырёх стран света».
- 2218 (2254) — начало правления в Аккаде сына Нарамсина Шаркалишарри. Тяжёлая борьба с амореями и гутеями. Вторжение эламитов в Двуречье.
- 2210-е годы (2200-е годы) — восстание против Аккада на юге во главе с Уруком. Дворцовые смуты в Аккаде.
- Ок. 2210 (ок. 2200) — завоевание Двуречья гутеями. Аккад разгромлен гутиями. Лагаш становится центром управления Шумера.

### Другие регионы
- Ок. 2300 до н. э. — поселение хеттов в Анатолии (гипотетическая датировка).
- Ок. 2300 до н. э. — возникновение Бактрийско-Маргианской цивилизации (датировка по Сарианиди).

## Мифические события
- 2255 — начало правления Шуня, последнего из легендарных императоров Древнего Китая[1].
- 2205 — начало правления Да Юя (Великого Юя), первого государя Древнего Китая из легендарной династии Ся[2].